# Ксав'є Лесаж
Ксав'є Лесаж (фр. Xavier Lesage, 25 жовтня 1885 — 3 серпня 1968) — французький вершник.
Олімпійський чемпіон 1932 (індивідуальна виїздка), 1932 (командна виїздка) років, бронзовий призер 1924 року в індивідуальній виїздці.

## Життєпис
Під час Першої світової війни Ксав'є Лесаж служив офіцером 18-го драгунського полку. У вересні 1914 року під час розвідки він був отримав поранення та 3 січня 1915 року був нагороджений орденом Почесного легіону.
По закінченні війни Ксав'є Лесаж вступив до школи верхової їзди Сомюра. Там, згодом, у 1935-39 роках він працював головним інструктором.
На Олімпійських іграх 1924 року в Антверпені він став бронзовим призером в індивідуальній виїздці. Наприкінці 1920-х років він почав виступати на змаганнях на блискучому чорному чистокровному коні на ім'я Тен, з яким майже одразу ж досяг успіху, ставвши у 1931 році чемпіоном FEI. На цьому ж коні на Олімпійських іграх 1932 року в Лос-Анджелесі Лесаж став дворазовим олімпійським чемпіоном, вигравши золото як в індивідуальних змаганнях, так і в командних змаганнях у складі команди Франції. Протягом 1933 року вони з Теном брали участь в кількох турнірах з кінного спорту.
У 1939 році, з початком Другої світової війни Лесаж командував розвідувальним підрозділом 65-ї піхотної дивізії, а потім розвідувальним підрозділом 25-го армійського корпусу. Він воював із цим підрозділом до кінця битви за Францію в червні 1940 року.
У 1940 році Тена разом з іншими кіньми із Сомюра евакуювали до тієї частини Франції, яка не була окупована німцями, але під час завантаження кінь зламав ногу і його довелося приспати.